# Жёлчные пигменты
Жёлчные (или же́лчные) пигме́нты, также билины — биологические пигменты, линейные тетрапирролы, формально являющиеся производными билана (билиногена) с окисленными терминальными пиррольными ядрами, образующиеся при катаболизме гема. Впервые выделены из жёлчи, которой придают характерную окраску, откуда и получили своё название; цвет различных жёлчных пигментов — от жёлто-оранжевого до сине-зелёного. Образуются во многих организмах как продукт метаболизма некоторых порфиринов. Билин (также называемый билихром) был назван как желчный пигмент млекопитающих, но его также можно обнаружить в низших позвоночных, беспозвоночных, а также в красных водорослях, зелёных растениях и цианобактериях. Цвет билинов может варьировать от красного, оранжевого, жёлтого и коричневого до голубого и зелёного.
Говоря химическим языком, билины это линейная структура из четырёх пиррольных колец (тетрапирролы). В человеческом метаболизме они представлены билирубином-продуктом разрушения гема. Гидроксиметилбилан это одно из популярных анаболических средств, получаемое реакцией биосинтеза порфобилиногена (ПБГ) и уропорфобилиногена I (реакция широко известна как порфобилиногенная деаминаза).
Билины были найдены в животных, а фикоцинобилины в хромофорах фотосинтетического пигмента фикоцианина в водорослях и растениях. В растениях билины также служат как фотопигменты фоторецепторного белка фитохрома. Примером билина беспозвоночных может служить микроматабилин, придающий зелёный цвет пауку Micrommata virescens.

## Биосинтез и биологическая роль
Жёлчные пигменты образуются у позвоночных в результате метаболизации гемоглобина, миоглобина и гем-содержащих белков, при этом происходит окислительное расщепление α-метиновой связи гема (простетической группы гемоглобина).
Процесс катализируется гем-оксигеназой (КФ 1.14.99.3), при этом в качестве донора водорода выступает никотинамидадениндинуклеотидфосфат (NADPH):
гем + 3 AH2 + 3 O2 {\displaystyle \to } биливердин + Fe2+ + CO + 3 A + 3 H2O
В процессе также участвует гемопротеинредуктаза (КФ 1.14.99.3), восстанавливающая гем-оксигеназу.
На первой стадии реакции происходит гидроксилирование  α-метиновой группы с образованием 5-гидроксигема, после чего гидроксилированный мостик окисляется с выделением оксида углерода и образованием вердогема. В свою очередь, вердогем окисляется до нестойкого комплекса биливердина с двухвалентным железом, который распадается с высвобождением Fe2+ и биливердина.
В дальнейшем биливердин (сине-зелёные кристаллы, в растворах жёлто-зелёного цвета) при восстановлении, катализируемым биливердинредуктазой, превращается в билирубин (коричневые кристаллы, в растворах — жёлто-оранжевого цвета):
В жёлчи человека и плотоядных млекопитающих преобладает билирубин, в жёлчи травоядных млекопитающих, птиц, пресмыкающихся и рыб — биливердин.
Метаболизация гема с образованием жёлчных пигментов идёт в клетках ретикулоэндотелиальной системы, фагоцитирующих старые или повреждённые эритроциты — преимущественно в селезёнке и купферовыми клетками печени.
В кишечнике билирубин подвергается бактериальному восстановлению с образованием уробилинов и уробилиногенов, в частности, стеркобилиногена (у человека — 40—280 мг в сутки). Стеркобилиноген под действием света окисляется до стеркобилина.
Патологические состояния, при которых нарушение метаболизма гемоглобина и жёлчных пигментов ведут к накоплению в крови избыточного количества билирубина (гипербилирубинемии), ведут к желтушному окрашиванию кожи, слизистых оболочек и склеры - желтухе.

## Номенклатура
| Родительская структура                            | Число метиновых групп | Цвет                         | Название                             | Соединение        |
| ------------------------------------------------- | --------------------- | ---------------------------- | ------------------------------------ | ----------------- |
| Билан (5,10,15,21,23,24-Гексагидробилин)          | 0                     | Бесцветны                    | Мезобилирубиноген (Уробилиноген I)   | мезобилирубиноген |
| Билан (5,10,15,21,23,24-Гексагидробилин)          | 0                     | Бесцветны                    | Стеркобилиноген                      | Стеркобилиноген   |
| Билан (5,10,15,21,23,24-Гексагидробилин)          | 0                     | Бесцветны                    | Уробилиноген D (Мезобилирубиноген D) | Уробилиноген D    |
| Билен (5,15,21,24-Тетрагидробилин)                | 1                     | от жёлтого до оранжевого     | Стеркобилин                          | Стеркобилин       |
| Билен (5,15,21,24-Тетрагидробилин)                | 1                     | от жёлтого до оранжевого     | Уробилин D (Мезобилин D)             | d-Urobilin        |
| Билен (5,15,21,24-Тетрагидробилин)                | 1                     | от жёлтого до оранжевого     | Уробилин I (Мезобилин I)             | Уробилин I        |
| Биладиены (10,23-Дигидробилин, 5,21-Дигидробилин) | 2                     | оранжево-красный             | Билирубин                            | Билирубин         |
| Биладиены (10,23-Дигидробилин, 5,21-Дигидробилин) | 2                     | оранжево-красный             | Мезобилирубин                        | Мезобилирубин     |
| Биладиены (10,23-Дигидробилин, 5,21-Дигидробилин) | 2                     | оранжево-красный             | Фикоэритробилин (см. Фикобилины)     | Фикоэритробилин   |
| Билин (билатриен)                                 | 3                     | от зелёного до сине-зелёного | Биливердин                           | Биливердин        |
| Билин (билатриен)                                 | 3                     | от зелёного до сине-зелёного | Фикоцианобилин (см. Фикобилины)      | Фикоцианобилин    |